# Enis Çokaj
Enis Çokaj (Koplik, 23 de febrero de 1999) es un futbolista albanés que juega en la demarcación de centrocampista para el Levadiakos F. C. de la Superliga de Grecia.

## Selección nacional
Tras jugar en la selección de fútbol sub-21 de Albania, finalmente el 8 de septiembre de 2021 hizo su debut con la selección absoluta en un encuentro de clasificación para la Copa Mundial de Fútbol de 2022 contra San Marino que finalizó con un resultado de 5-0 a favor del combinado albanés tras los goles de Rey Manaj, Qazim Laçi, Armando Broja, Elseid Hysaj y Myrto Uzuni.

## Clubes
| Club                      | País    | Año       | Partidos | Goles |
| ------------------------- | ------- | --------- | -------- | ----- |
| K. F. Laçi (cedido)       | Albania | 2019      | 19       | 1     |
| N. K. Lokomotiva Zagreb   | Croacia | 2019-2022 | 102      | 5     |
| Panathinaikos F. C.       | Grecia  | 2022-2024 | 27       | 0     |
| N. K. Osijek (cedido)     | Croacia | 2024      | 16       | 0     |
| Levadiakos F. C. (cedido) | Grecia  | 2024-     | 31       | 0     |